# Acriopsis gracilis
Acriopsis gracilis là một loài thực vật có hoa trong họ Lan. Loài này được Minderh. & de Vogel mô tả khoa học đầu tiên năm 1986.